# Pilcante
Pilcante is een plaats (frazione) in de Italiaanse gemeente Ala.